# Carlo Recalcati
Carlo Recalcati, detto Charlie (Milano, 11 settembre 1945), è un ex cestista e allenatore di pallacanestro italiano.
Da giocatore è stato una bandiera della Pallacanestro Cantù, mentre da allenatore rappresenta una icona del movimento in Italia, in quanto è uno dei pochissimi allenatori italiani ad aver vinto tre scudetti con tre squadre diverse, e per il fatto che sotto la sua guida, sia la Viola Reggio Calabria sia la Nazionale italiana, hanno raggiunto il massimo risultato della loro storia sportiva.
Dal 2007 è membro dell'Italia Basket Hall of Fame nella categoria allenatori.
Il 10 maggio 2015, alla guida della Reyer Venezia, vincendo al Taliercio contro la Upea Capo d'Orlando supera il primato di Tonino Zorzi, diventando il più vincente allenatore della Serie A (con 526 vittorie contro le 525 di Zorzi, ma circa 200 partite in meno di Zorzi).

## Biografia
Gioca come allievo, smettendo dopo l'assunzione alla RadioMarelli a 15 anni, nel 1960. Richiamato alle competizioni da Gianni Corsolini e Arnaldo Taurisano, si trasferisce a Cantù, dove conclude gli studi di ragioneria praticando contemporaneamente il suo sport.
Si sposa nel 1969 con Giovanna e dal matrimonio ha due figlie: Gaia e Sara.

## Carriera

### Giocatore

#### Club
Bandiera storica della Pallacanestro Cantù degli anni sessanta e, insieme a Pierluigi Marzorati, negli anni settanta, ha vinto due scudetti (1968 e 1975), tre Coppe Korac (1973, 1974 e 1975), tre Coppe delle Coppe (1977, 1978 e 1979) e una Coppa Intercontinentale (1975). Ha anche vinto tre Oscar del Basket.
Nel 1979-1981 ha militato con la Pallacanestro Parma, in Serie B, ormai non più giovane per il parquet, diventando una sorta di "allenatore in campo".

Recalcati (a destra), con la maglia della Forst Cantù, in lotta con Aldo Ossola, in maglia Ignis

#### Nazionale

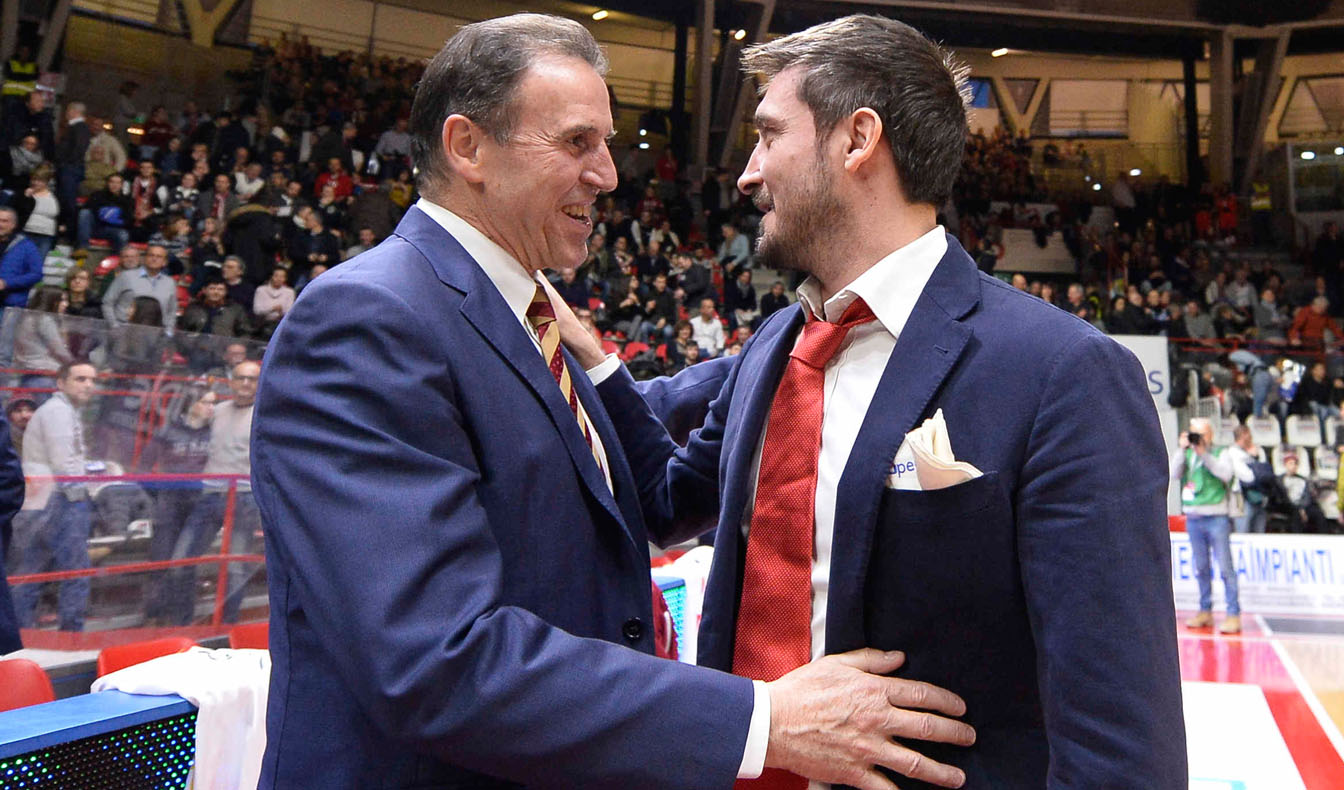
Gianmarco Pozzecco, allenatore di Varese e Carlo Recalcati, coach della Reyer Venezia, febbraio 2015

Ha esordito con la Nazionale l'11 maggio 1967. Con la maglia azzurra vanta 166 presenze, 1 239 punti segnati, ha vinto due medaglie di bronzo agli Europei (1971 e 1975) e ha disputato il Mondiale 1970 in Jugoslavia.

### Allenatore

#### Club
Dopo l'esperienza parmense, mette le scarpette al chiodo e diventa coach a tutti gli effetti, dapprima con l'Alpe Bergamo, dal 1981 al 1984. Nel 1984 ritorna a Cantù, dove rimase fino al 1990.
Successivamente allena, per cinque anni, la Viola Reggio Calabria, che con lui al comando ottiene i migliori risultati della sua storia sportiva. È la "Viola dei miracoli", che con Bullara, Volkov, Tolotti, nel 1993 sfiora le semifinali scudetto. I risultati ottenuti sulla punta dello stivale, lo portano a essere una icona sportiva per l'ambiente reggino.
Un particolare curioso ne testimonia il legame con la città calabrese: tornato a Reggio Calabria nel 2004, alla guida della Nazionale italiana, per un torneo estivo di preparazione alle Olimpiadi di Atene, applausi, cori e testimonianze d'affetto che colpirono lo stesso Recalcati. Ad anni di distanza e con generazioni diverse, la gente di Reggio non lo aveva dimenticato.
Nel 1996 con l'Aresium Milano e nel 1997 di nuovo a Bergamo. Dopo l'esperienza bergamasca, inizia l'era delle vittorie, che lo rendono uno degli allenatori più vincenti della nostra pallacanestro, ma soprattutto, uno dei pochi ad aver vinto tre scudetti in tre città diverse.
Nel 1997, per due anni, è alla Pallacanestro Varese dove conquista lo scudetto nel 1999. In seguito, per il periodo 1999-2001, passa alla Fortitudo Bologna, dove vince lo scudetto nel 2000.
Nel periodo 2003-2006 è il turno della Mens Sana Siena, dove vince lo scudetto nel 2004. Insieme a Valerio Bianchini è l'unico allenatore ad aver conquistato tre scudetti con tre squadre differenti (Varese 1999, Fortitudo Bologna 2000, Mens Sana Siena 2004).
Nel 2010 torna alla guida della Pallacanestro Varese, guidando la compagine prealpina al settimo posto, valevole per i play-off, risultato che mancava alla squadra da quattro anni. Lascia la squadra nel 2012.
Il 10 luglio 2012 diventa l'allenatore della Sutor Montegranaro. Nella terza giornata di campionato, disputata il 13 ottobre 2012 contro la Virtus Bologna, Recalcati tocca lo storico traguardo delle 800 presenze in Serie A da allenatore. Con i marchigiani timbra un buon campionato, conquistando la salvezza con cinque giornate di anticipo e rimanendo in panchina anche la stagione successiva, nella quale però non riesce a evitare la retrocessione.
Per la stagione 2014-15 viene ingaggiato dalla Reyer Venezia con la quale, dopo aver chiuso il campionato al secondo posto, raggiunge lo storico traguardo di accedere alle semifinali scudetto.
Nella stagione 2015-16 rimane capo allenatore della squadra lagunare dove però, dopo la sconfitta alla quinta giornata di ritorno, si ritrova nono in classifica e viene sollevato dall'incarico. Il suo esonero suscita molte polemiche tra i tifosi della Reyer, che continuano a sostenere l'allenatore milanese. Al suo posto subentra il suo ormai ex vice, Walter De Raffaele.
Il 2 marzo 2017 torna ad allenare la Pallacanestro Cantù, sostituendo il dimissionario Kyryll Bol'šakov e firmando un contratto anche per la stagione successiva. Il 1º agosto 2017, però, Recalcati e Cantù rescindono consensualmente il contratto..
Il 16 gennaio 2018 subentra sulla panchina dell’Auxilium Torino al posto del dimissionario Luca Banchi, ma rassegna le dimissioni il 5 febbraio successivo.

#### Nazionale
Nell'autunno 2001 diviene tecnico della Nazionale, in sostituzione di Bogdan Tanjević. Tra i risultati conseguiti in tali vesti spiccano il bronzo all'Europeo 2003 — vinto a scapito della Francia —, l'argento alle Olimpiadi di Atene (perdendo in finale contro l'Argentina) e l'oro ai Giochi del Mediterraneo 2005.
Confermato alla guida malgrado l'eliminazione all'Europeo 2007 che comportò l'assenza dai Giochi di Pechino, si dimise nel novembre 2009 al culmine di un biennio senza trionfi.

## Palmarès

### Giocatore

#### Club
- Campionato italiano: 2

Pall. Cantù: 1967-68, 1974-75
- Coppa Korać: 3

Pall. Cantù: 1973, 1973-74, 1974-75
- Coppa Intercontinentale: 1

Pall. Cantù: 1975
- Coppa delle Coppe: 3

Pall. Cantù: 1976-77, 1977-78, 1978-79

#### Nazionale
- Europei: 
 Germania Ovest 1971, Jugoslavia 1975

### Allenatore

#### Club
- Campionato italiano: 3

Pall. Varese: 1998-99
Fortitudo Bologna: 1999-2000
Mens Sana Siena: 2003-04
- Supercoppa italiana: 1

Mens Sana Siena: 2004

#### Nazionale
- Olimpiadi:
 Atene 2004
- Europei: 
 Svezia 2003
- Giochi del Mediterraneo: 
 Almería 2005

### Riconoscimenti individuali
- Miglior allenatore della Serie A: 2

 Pall. Varese: 1999
 Mens Sana Siena: 2004
- Membro dell'Italia Basket Hall of Fame.

Nel 2019 a Potenza riceve il premio Nazionale “NICO MESSINA”.